# Amarilis
Amarilis (geboren im späten 16. Jahrhundert im Vizekönigreich Peru; Todesjahr unbekannt) war eine Dichterin aus dem Vizekönigreich Peru des späten 16. und frühen 17. Jahrhunderts. Sie ist bekannt für ihre Epistel Amarilis a Belardo, die sie an den spanischen Dichter Lope de Vega schickte. Dieser veröffentlichte sie im Jahr 1621 in seinem Werk La Filomena. Über ihr Leben ist außer den eigenen Angaben, die sie in ihrem Brief an Lope de Vega verriet, wenig bekannt. Ihre wahre Identität ist nicht bekannt.

## Leben
Über das Leben der Amarilis ist wenig bekannt. Es wird angenommen, dass sie im späten 16. Jahrhundert geboren wurde. Nach ihren eigenen Angaben in ihren Briefen an Lope de Vega stammte ihre Familie aus León de Huánuco (heute: Huánuco). Sie selbst lebte in Lima und hatte eine Schwester namens Belisa. Sie bewunderte die comedias von Lope de Vega, nachdem sie mehrere seiner Theaterstücke gesehen hatte. Außer der Epistel Amarilis a Belardo können keine weiteren Werke mit Sicherheit der Amarilis zugeordnet werden, jedoch wird aufgrund der Qualität ihres Werkes vermutet, dass sie eine erfahrene Dichterin war.

## Identität
Der wahre Name und die Identität der Amarilis sind unbekannt. Aufgrund ihrer eigenen Angaben wird angenommen, dass Amarilis eine Frau war, die im Vizekönigreich Peru lebte. Einige Vermutungen, wer Amarilis ist, beinhalten María del Castillo, die mit ihrem Mann in Lima ein Corral de comedias, ein spanisches Theaterhaus, führte, oder Ana Morillo, eine peruanische Autorin von comedias. Einige Literaturwissenschaftler bezweifeln aufgrund der geringen Verbreitung von Lope de Vegas Theaterstücken im damaligen Vizekönigreich Peru, dass Amarilis aus den spanischen Kolonien stamme. Der peruanische Schriftsteller Ricardo Palma stellte in Frage, ob Amarilis wirklich eine Frau gewesen sei.

## Ausgaben
- Martina Vinatea Recoba (Hrsg.): Epístola de Amarilis a Belardo. Estudio, edición y notas.  Iberoamericana, Madrid / Vervuert, Frankfurt, M. 2009, ISBN 978-3-86527-464-9. Auch Online-Ausgabe.